# آن وينغيت
آن وينغيت (بالإنجليزية: Anne Wingate)‏ (1943، سافانا في الولايات المتحدة)؛ كاتِبة وروائية أمريكية. درست في جامعة يوتا.